# Kutakamarati Kaval, Arkalgud
Kutakamarati Kaval là một làng thuộc tehsil Arkalgud, huyện Hassan, bang Karnataka, Ấn Độ.